# 五山高等学校
五山高等学校（オサンこうとうがっこう）は、ソウル特別市龍山区普光洞にある大韓民国の私立高等学校。1907年に平安北道定州郡において設立された五山学校を起源に求めている。五山学校は植民地期において民族主義的な教育の拠点となり、生徒や教員として多くの著名人が関わったことでも知られている。

## 歴史

### 五山学校

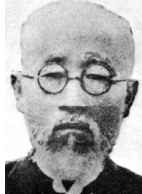
李昇薫

1907年12月に李昇薫が平安北道定州郡葛山面五山に設立した中等教育機関「五山学校」を起源とする。
20世紀初頭、日本の韓国への圧迫が強まる中で愛国啓蒙運動が展開された。実業家であった李昇薫は、安昌浩らが組織した新民会の理念に共鳴し、民族運動と国民教育のための人材の育成を図るべく五山学校を開設した。開設当初は教師2名、生徒7名であり、科目は修身、歴史、地理、英語、算術、代数、憲法、物理、天文学、生物、鉱物、唱歌、体操、訓練などであった。また、キリスト教に帰依した李昇薫は、1909年に教育理念をキリスト教と定め、中学部と小学部に分けた。
創設者の李昇薫は民族運動家として活動し、また朝鮮総督府からの注目と警戒を招いた人物である。韓国併合後の1911年には「105人事件」で逮捕されている。1919年3月1日に宣言された独立宣言書に名を連ねた33人の民族代表の一人（キリスト教徒代表）となった。三・一独立運動において、五山学校は定州一帯の運動の拠点となった。李昇薫は投獄され、学校も廃校に処せられることになった。しかし、1920年9月、金起鴻らが私財を出して再び開校する。この頃の生徒数は200余名、教師は20余名であった。
1926年11月、朝鮮教育令に基づく私立高等普通学校「五山高等普通学校」として認可され、5年制の正規学校となる。1929年、光州学生事件においても400名の学生が運動に参加し、10名余が検挙されている。
1930年5月には李昇薫が死去。その遺言に「死体を生理標本として学生達のために使え」と言い残したという。1930年代には五山学校卒業生が教員として学校に戻り、民族教育を継承した。
1934年に火災で本館が焼失する。その再建のために、当時理事長であった金起鴻と朱基瑢の献身的な努力によって、『東亜日報』をはじめとした各界の後援と協力を得て本館、大講堂、科学館、体育館、水泳場などの近代式教育施設を建てることができた。
第二次世界大戦中の1942年2月19日、五山学校の教師及び学生が逮捕・投獄された（革命団事件）。

### 解放後の再建
解放後は、思想的対立によって共産主義勢力から逃れようと南に移り、1953年4月、釜山市東大新洞に「五山高等学校」として再建した。同じ年に、ソウル市元曉路に仮校舎を建て、移転した。1956年4月、現在の場所に再び校舎を移転し、現在に至る。
1983年2月から男女共学となった。

## サッカー部
かつて五山学校時代にもサッカー部が存在していたが廃部になったものと推定されている。
2012年8月28日、五山学園はFCソウルとサッカーチーム協約を締結し、同年12月28日に五山中学校・五山高等学校サッカー部が創立。FCソウルのアカデミーとして運営が行われている。

## 著名人

### 戦前
生徒・学生
- 金億（詩人） - 1907-
- 朱基徹（牧師）- 中学部：1916卒
- 金弘壹（軍人） - 1913-1918
- 金素月（詩人） - 中学部：1915-1919
- 崔庸健（政治家） - 中退
- 黄順元（小説家） - 中学部：1920-1920
- 咸錫憲（宗教家） - 1921-1924
- 文鮮明（宗教家） - 小学部/普通学校より公立へ転校
- 李仲燮（画家）

教師
- 李光洙（小説家） - 1910-
- 金億（詩人） - 1916-
- 廉想渉（小説家） - 1920-
- 柳永模（思想家）
- 咸錫憲（宗教家） - 1928-1938

校長
- 曺晩植（独立運動家）
- 洪命熹（独立運動家・作家）